# 1634 en musique classique
| \| • Retour à la chronologie générale de la musique classique • \| |
| Grèce • Rome • Haut Moyen Âge • VIIIe siècle • IXe siècle • Xe siècle • XIe siècle XIIe siècle • XIIIe siècle • XIVe siècle • XVe siècle • XVIe siècle • XVIIe siècle XVIIIe siècle • XIXe siècle • XXe siècle • XXIe siècle |
| • Retour à la chronologie générale de la musique classique • |

| Années en musique classique : 1631 - 1632 - 1633 - 1634 - 1635 - 1636 - 1637    |
| Décennies en musique classique : 1600 - 1610 - 1620 - 1630 - 1640 - 1650 - 1660 |

## Œuvres
- Jubilus filiorum Dei, de Herman Hollanders.

## Naissances
- 7 janvier : Adam Krieger, compositeur et organiste allemand († 30 juin 1666).
- 26 mars : Giovanni Domenico Freschi, compositeur italien († 2 juillet 1710).

Date indéterminée
- Clamor Heinrich Abel, compositeur allemand († 25 juillet 1696).
- Carlo Grossi, compositeur italien († 14 mai 1688).

## Décès

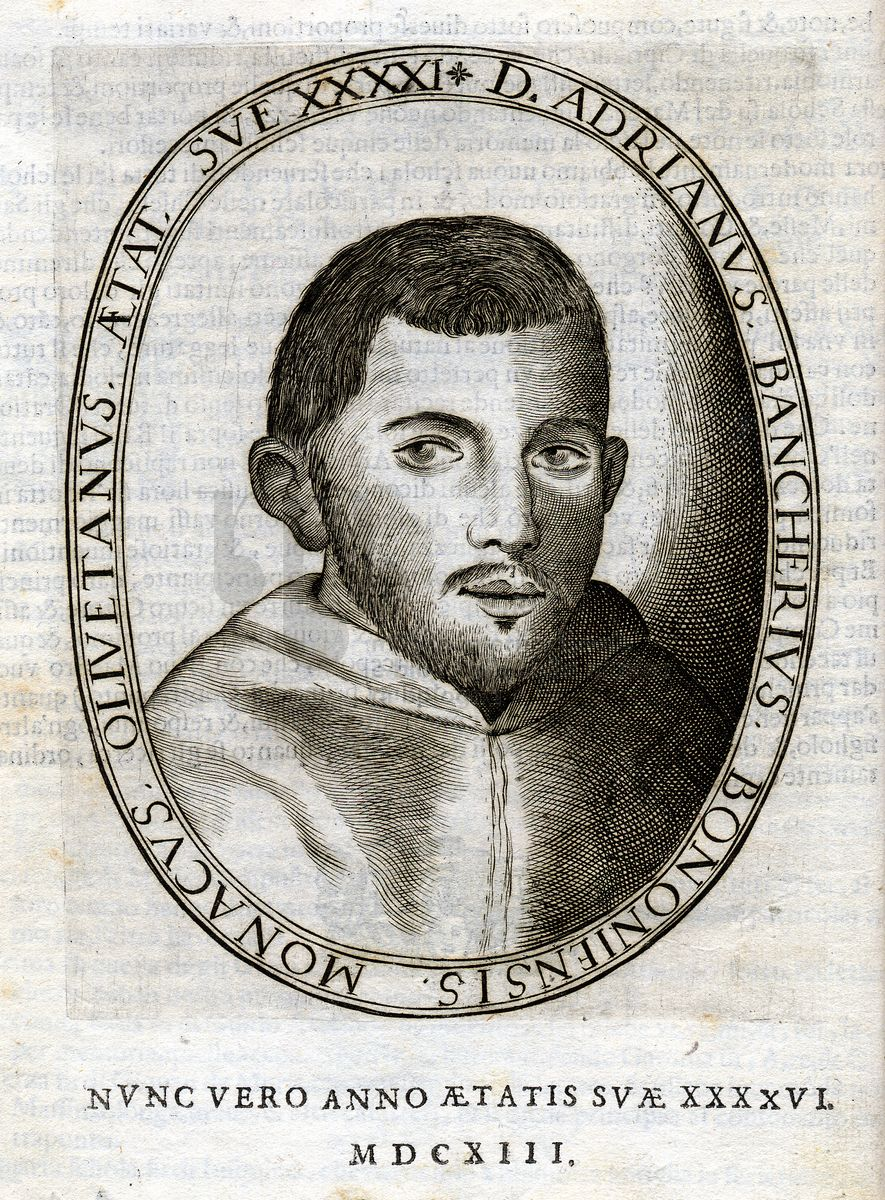
Adriano Banchieri

- Adriano Banchieri, compositeur italien (° 3 septembre 1568).